# Ambrosio Garrachón Bengoa
Ambrosio Garrachón Bengoa (Revenga de Campos, 7 de diciembre de 1892 - Palencia, 1952) fue un poeta y cronista oficial de Palencia y de su Real Sociedad Económica de Amigos del País. Autor de la letra del Himno a Palencia.

## Biografía
Estudió en Palencia las carreras de Magisterio y Peritaje Agrícola. Esta última la ejerció en la Sección de Estadística y en la Granja Palentina. Como maestro de primera enseñanza, comenzó su labor docente en Villalón, y posteriormente fue docente muchos años en la Escuela de Artes y Oficios. 
Ya a los veinte años, había publicado dos leyendas palentinas en verso: Halley Bufón y Campos de mi tierra. Ingresa con esos mismos veinte años como periodista en el Diario Palentino, donde desarrolla toda su carrera profesional. A la vez, colaborará en otra amplia serie de publicaciones, incluso extranjeras.
En 1915, realizó un trabajo de investigación sobre Colón y Palencia, publicado en Vigo, por el que fue nombrado Académico de mérito de la Real Academia Gallega de escritores laureados.
Entre sus obras estánGlorias Palentinas, Palencia y su provincia, Victorio Macho: su vida y su obra, Palencia. Guía del turista, La catedral de San Antolín, Geografía de Palencia, Palentinos ilustres, San Miguel, etc.